# Boštjan Bajec
Boštjan Bajec, slovenski psiholog, asistent na Oddelku za psihologijo Filozofske fakultete Univerze v Ljubljani, * 2. december 1975, Ljubljana.
Pri svojem raziskovalnem delu se posveča uporabi teorij nelinearnih dinamičnih sistemov na področju psihologije, problemom ocenjevanja in testiranja znanja in preverjanju učinkovitosti preventivnih programov.

## Biografija
Asist. dr. Boštjan Bajec je leta 2000 diplomiral na Oddelku za psihologijo Filozofske fakultete Univerze v Ljubljani z delom Preverjanje naključnosti spreminjanja reakcijskih časov pri nalogah kategoriziranja dražljajev v času. Naziv asistenta za psihološko metodologijo je pridobil leta 2001, ko se je tudi zaposlil na Oddelku za psihologijo kot asistent. Naziv magistra je pridobil leta 2003, na Oddelku za psihologijo Filozofske fakultete Univerze v Ljubljani, z delom Dinamika spreminjanja reakcijskih časov pri nalogah kategorizacije dražljajev v času. Leto kasneje in še enkrat leta 2007, je bil habilitiran v naziv asistenta za psihologijo. Z delom Fiziološki korelati nihanja reakcijskih časov v teku časa, je na Oddelku za psihologijo Filozofske fakultete Univerze v Ljubljani, doktoriral leta 2009. Čez eno leto je pridobil naziv asistenta za psihologijo dela in organizacije.

## Pedagoško delo
Na Oddelku za psihologijo je v prejšnjih študijskih letih delal kot izvajalec vaj pri predmetih Informatika in računalništvo v psihologiji, Statistika za psihologe, Motivacija in emocije, Ekologija za psihologe, Zaznavni procesi in Višji spoznavni procesi (vse 1. letnik), Psihometrija 1 ter Psihologija osebnosti (oboje 2. letnik) in še pri predmetih Psihometrija 2 in Psihologija dela in organizacije 1 (oboje 3. letnik). Izvajal je tudi vaje pri predmetu Psihologija za učitelje.
Od študijskega leta 2009/2010 izvaja vaje in predavanja pri predmetu Psihologija dela (3. letnik), od študijskega leta 2011/2012 pa dela še kot predavatelj pri predmetu Uvod v psihologijo dela in organizacije (1. letnik).

## Raziskovalno delo
Glavna področja njegovega raziskovanja so:
- analize časovnih vrst,
- teorija dinamičnih sistemov,
- evalvacija programov,
- časovno gledišče,
- izraba časa,
- zadovoljstvo pri delu,
- usklajevanje zasebnega in poklicnega življenja.

Sodeloval je pri izvedbi evalvacijske študije na področju vzgoje in izobraževanja Vrednotenje nekaterih vidikov kakovosti opisnega in številčnega preverjanja in ocenjevanja znanja (2001-2003) ter pri študiji Vpliv Bralne značke na razvoj bralnih zmožnosti (2002-2004). Deloval je tudi v projektih Vloga osebnosti in samopodobe v pozitivni psihologiji (2004-2007) in Razvoj preizkusov procesiranja govornih dražljajev: kognitivnopsihološki in avdiološki vidiki (2004-2007).

## Članstva v strokovnih združenjih
- Društvo študentov psihologije Slovenije (DŠPS)
- Društvo psihologov Slovenije (DPS)